# Vuelta a España 1969
La 24.ª edición de la Vuelta a España se disputó del 23 de abril al 11 de mayo de 1969, con un recorrido de 2921 km dividido en 18 etapas, tres de ellas dobles, con inicio en Badajoz y final en Bilbao.
Tomaron la salida 100 corredores, 42 de ellos españoles, divididos en 10 equipos de los que solo lograron finalizar la prueba 68 ciclistas.
El vencedor, el francés Roger Pingeon, cubrió la prueba a una velocidad media de 39,843 km/h. imponiéndose a Luis Ocaña, ganador de tres etapas y de la clasificación de la montaña. Raymond Steegmans venció en la clasificación por puntos.
De las etapas disputadas, once fueron ganadas por ciclistas españoles.

## Etapas
| Etapa | Recorrido                       | Km        | Ganador                     | Líder             |
| 1.ªa  | Badajoz-Badajoz                 | 6,5 (CRI) | Luis Ocaña                  | Luis Ocaña        |
| 1.ªb  | Badajoz-Badajoz                 | 246       | Michael Wright              | Michael Wright    |
| 2.ª   | Badajoz-Cáceres                 | 135       | Felice Salina               | Michael Wright    |
| 3.ª   | Cáceres-Talavera de la Reina    | 190       | Luigi Sgarbozza             | Luigi Sgarbozza   |
| 4.ª   | Talavera de la Reina-Madrid     | 124       | Domingo Perurena            | Luigi Sgarbozza   |
| 5.ª   | Madrid-Alcázar de San Juan      | 162       | Raymond Steegmans           | Luigi Sgarbozza   |
| 6.ª   | Alcázar de San Juan-Almansa     | 231       | Edward Sels                 | Raymond Steegmans |
| 7.ª   | Almansa-Nules                   | 233       | Ramón Sáez                  | Raymond Steegmans |
| 8.ª   | Nules-Benicasim                 | 199       | Ramón Sáez                  | Raymond Steegmans |
| 9.ª   | Benicasim-Reus                  | 169       | José Manuel López Rodríguez | Ramón Sáez        |
| 10.ª  | Reus-Barcelona                  | 146       | Manuel Martín Piñera        | Ramón Sáez        |
| 11.ª  | Barcelona-Sant Feliú de Guíxols | 118       | Nemesio Jiménez             | Ramón Sáez        |
| 12.ª  | Sant Feliú de Guíxols-Moyá      | 151       | Roger Pingeon               | Roger Pingeon     |
| 13.ª  | Moyá-Barbastro                  | 229       | Michael Wright              | Roger Pingeon     |
| 14.ªa | Barbastro-Zaragoza              | 125       | Raymond Steegmans           | Roger Pingeon     |
| 14.ªb | Zaragoza                        | 4 (CRI)   | Roger Pingeon               | Roger Pingeon     |
| 15.ª  | Zaragoza-Pamplona               | 176       | Mariano Díaz Díaz           | Roger Pingeon     |
| 16.ª  | Irún-San Sebastián              | 25 (CRI)  | Luis Ocaña                  | Roger Pingeon     |
| 17.ª  | San Sebastián-Vitoria           | 129       | Gregorio San Miguel         | Roger Pingeon     |
| 18.ªa | Vitoria-Llodio                  | 76        | Ercole Gualazzini           | Roger Pingeon     |
| 18.ªb | Llodio-Bilbao                   | 29 (CRI)  | Luis Ocaña                  | Roger Pingeon     |

## Equipos participantes
| Equipo     | Jefe de filas      |
| Goldor     | Raymond Steegmans  |
| Pepsi-Cola | Salvador Canet     |
| Peugeot    | Roger Pingeon      |
| Max Meyer  | Claudio Michelotto |
| Fagor      | Francisco Gabica   |

| Equipo            | Jefe de filas     |
| Pull - Over       | Walter Boucquet   |
| Karpy             | Ventura Díaz      |
| Bic               | Gilbert Bellone   |
| Kas               | Carlos Echeverría |
| Willem II-Gazelle | Evert Dolman      |

## Clasificaciones
En esta edición de la Vuelta a España se diputaron cinco clasificaciones que dieron los siguientes resultados:
| \| 1. \| Roger Pingeon \| Francia \| PEU \| 73h 18' 45" \| \| \| 2. \| Luis Ocaña \| España \| FAG \| + 1' 54" \| \| \| 3. \| Marinus Wagtmans \| Holanda \| WIL \| + 5' 10" \| \| \| 4. \| José Manuel Lasa \| España \| PEP \| + 5' 10" \| \| \| 5. \| Michael Wright \| Reino Unido \| BIC \| + 5' 27" \| \| \| 6. \| Rolf Wolfshohl \| Alemania Occidental \| BIC \| + 6' 11" \| \| \| 7. \| Gilbert Bellone \| Francia \| BIC \| + 6' 47" \| \| \| 8. \| Gregorio San Miguel \| España \| KAS \| + 7' 05" \| \| \| 9. \| Carlos Echeverría \| España \| KAS \| + 7' 35" \| \| \| 10. \| Eusebio Vélez \| España \| FAG \| + 7' 51" \| \| |                     |                     |     |             |  |
| 1. | Roger Pingeon       | Francia             | PEU | 73h 18' 45" |  |
| 2. | Luis Ocaña          | España              | FAG | + 1' 54"    |  |
| 3. | Marinus Wagtmans    | Holanda             | WIL | + 5' 10"    |  |
| 4. | José Manuel Lasa    | España              | PEP | + 5' 10"    |  |
| 5. | Michael Wright      | Reino Unido         | BIC | + 5' 27"    |  |
| 6. | Rolf Wolfshohl      | Alemania Occidental | BIC | + 6' 11"    |  |
| 7. | Gilbert Bellone     | Francia             | BIC | + 6' 47"    |  |
| 8. | Gregorio San Miguel | España              | KAS | + 7' 05"    |  |
| 9. | Carlos Echeverría   | España              | KAS | + 7' 35"    |  |
| 10. | Eusebio Vélez       | España              | FAG | + 7' 51"    |  |

| \| 1. \| Raymond Steegmans \| Bélgica \| GOL \| 188 puntos \| \| 2. \| Michael Wright \| Reino Unido \| BIC \| 171 puntos \| \| 3. \| Ramón Sáez \| España \| PEP \| 118 puntos \| |                   |             |     |            |
| 1. | Raymond Steegmans | Bélgica     | GOL | 188 puntos |
| 2. | Michael Wright    | Reino Unido | BIC | 171 puntos |
| 3. | Ramón Sáez        | España      | PEP | 118 puntos |

| \| 1. \| Luis Ocaña \| España \| FAG \| 30 puntos \| \| 2. \| Roger Pingeon \| Francia \| PEU \| 30 puntos \| \| 3. \| Gilbert Bellone \| Francia \| BIC \| 16 puntos \| |                 |         |     |           |
| 1. | Luis Ocaña      | España  | FAG | 30 puntos |
| 2. | Roger Pingeon   | Francia | PEU | 30 puntos |
| 3. | Gilbert Bellone | Francia | BIC | 16 puntos |

| \| 1. \| Juan María Uribezubia \| España \| KAR \| 13 puntos \| |                       |        |     |           |
| 1.                                                              | Juan María Uribezubia | España | KAR | 13 puntos |

| \| 1. \| Bic \| Francia \| BIC \| 220h 14' 40s \| |     |         |     |              |
| 1.                                                | Bic | Francia | BIC | 220h 14' 40s |